# Pseudocatharylla peralbellus
Pseudocatharylla peralbellus là một loài bướm đêm trong họ Crambidae.